# Prag 22
Prag 22 ist ein Verwaltungsbezirk sowie ein Stadtteil der tschechischen Hauptstadt Prag. Der Verwaltungsbezirk liegt am südöstlichen Stadtrand.

## Struktur
Der Verwaltungsbezirk Prag 22 umfasst die fünf Stadtteile Prag 22, Benice, Kolovraty, Královice und Nedvězí.
Der Stadtteil Prag 22 wiederum setzt sich aus den Katastralgemeinden Uhříněves, Pitkovice und Hájek zusammen. Bis zum Jahr 2001 hieß der Stadtteil Praha-Uhříněves.

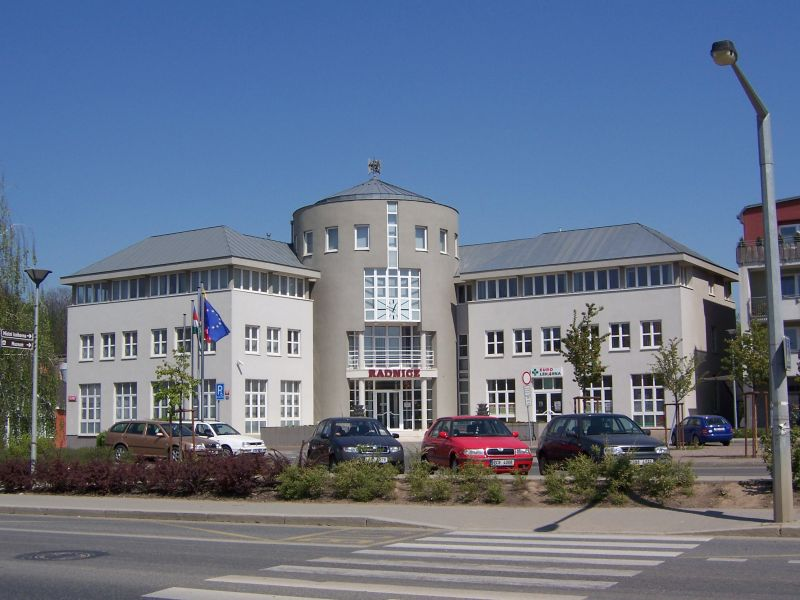
Rathaus von Prag 22 in Uhříněves